# Твърдост
Твърдост е свойството на материала да се съпротивлява на пластичната деформация при проникването в него на друго тяло, наречено индентор. Инденторът винаги е по-твърд от изследвания материал, форма му и материалът се определят от метода на измерване.
Твърдостта се изчислява като отношение на приложения товар към оставения от индентора отпечатък. Различават се повърхностна и обемна твърдост:
- повърхностна твърдост – отношение на товара към площта на отпечатъка;
- обемна твърдост – отношение на товара към обема на отпечатъка.

По начин на прилагането на товар методите на измерване се делят на статични и динамични. При статичните методи се оценява степента на проникване на индентора в материала, при динамичните се оценява загубата на енергия при взаимодействие с материала.

## Метали
Деформацията от проникването индентора се определя на заготовки и готови детайли, по начин, който не ги поврежда. Измерванията могат да се провеждат както при стайна температура, така и при висока температура. Твърдостта при повишена температура е важна характеристика за топлоустойчивостта на сплавите. Класическите методи за измерване на твърдост на металите са: метод на Бринел, Рокуел и на Викерс.